# Gare de Golfe-Juan-Vallauris
Gare de Golfe-Juan-Vallauris vasútállomás Franciaországban, Vallauris településen.

## Vasútvonalak
Az állomást az alábbi vasútvonalak érintik:
- Marseille–Ventimiglia-vasútvonal

## Kapcsolódó állomások
A vasútállomáshoz az alábbi állomások vannak a legközelebb:
- Gare de Juan-les-Pins
- Gare de Cannes